# José Morales Alpaca
José Antonio Morales Alpaca (Arequipa, 17 de septiembre de 1841-Arequipa, 9 de julio de 1889) fue un médico obstetra y político peruano. Pionero de la obstetricia y de la ginecología en su ciudad natal, fue también senador, prefecto del departamento de Arequipa y alcalde metropolitano de Arequipa.

## Biografía
Hijo de Antonio Morales y María Alpaca. Cursó sus estudios básicos en el Colegio de San Francisco; luego ingresó a la Universidad Nacional de San Agustín, donde se graduó de bachiller en Medicina y Ciencias (1861).
Viajó a Europa. Se tituló de médico-cirujano en la Universidad de Bruselas (1866); y se doctoró en Ciencias Naturales en la Universidad de Lovaina.
Fue miembro fundador de la Sociedad Latinoamericana de Bruselas y miembro activo de la Real Sociedad de Ciencias Médicas de Amberes.
Regresó al Perú en 1869 y revalidó sus títulos en la Universidad Mayor de San Marcos. Se estableció en su ciudad natal, donde se hicieron célebres sus audaces intervenciones quirúrgicas. También fue nombrado director de la Beneficencia Pública de Arequipa.
En 1878 fue elegido senador por Arequipa, por lo que hubo de residir en Lima. Al estallar la guerra con Chile en 1879, regresó a su ciudad natal, donde cooperó en la organización de la sanidad y la defensa. Bajo su dirección se fundió un cañón de bronce. Propuso al gobierno la fabricación de cañones de acero de manera rápida y económica, pero no se le prestó atención. Aquel cañón de bronce sería después usado con eficacia en la batalla de Huamachuco.
A principios de 1883 fue elegido alcalde de Arequipa. Participó en las labores del Congreso reunido en esta ciudad por el presidente Lizardo Montero. Al ser ocupada Arequipa por los chilenos el 25 de octubre de 1883, optó por emigrar a Bolivia, radicando brevemente en la ciudad de La Paz.
Regresó al Perú y se plegó a la revolución constitucional encabezada por el general Andrés A. Cáceres contra el gobierno del general Miguel Iglesias, que se había desprestigiado por la firma del tratado de Ancón.
El 20 de agosto de 1884 asumió como prefecto del departamento de Arequipa, reconociendo al gobierno en campaña del general Cáceres. Fundió en la maestranza del ferrocarril de Arequipa catorce cañones, que fueron usados por los caceristas en el asalto final de la ciudad de Lima, que selló el triunfo de la revolución (diciembre de 1885).
En 1886 fue elegido nuevamente senador por Arequipa y en tal calidad se opuso a la aprobación del Contrato Grace. Al agravarse un mal cardíaco que padecía, regresó a Arequipa en 1888, donde falleció poco después. Contaba apenas con 47 años de edad.
La escritora Clorinda Matto de Turner escribió en su honor una semblanza biográfica, aparecida en su obra Bocetos al lápiz de americanos célebres (1890).

## Aportes a la medicina
Perfeccionó el fórceps que se usaba entonces en ginecología, inventiva que los tratadistas europeos lo bautizaron con su nombre. Es el precursor del fórceps de Tarnier de 1877. El fórceps «Morales Alpaca» es considerado uno de los primeros fórceps modernos que se construyeron en el mundo.
En materia de asepsia esbozó una «Teoría de la supuración», y dejó varias memorias, una de ellas titulada «Modificación al aparato de oclusión neumática de Jules Guérin».